# Cloris Leachman

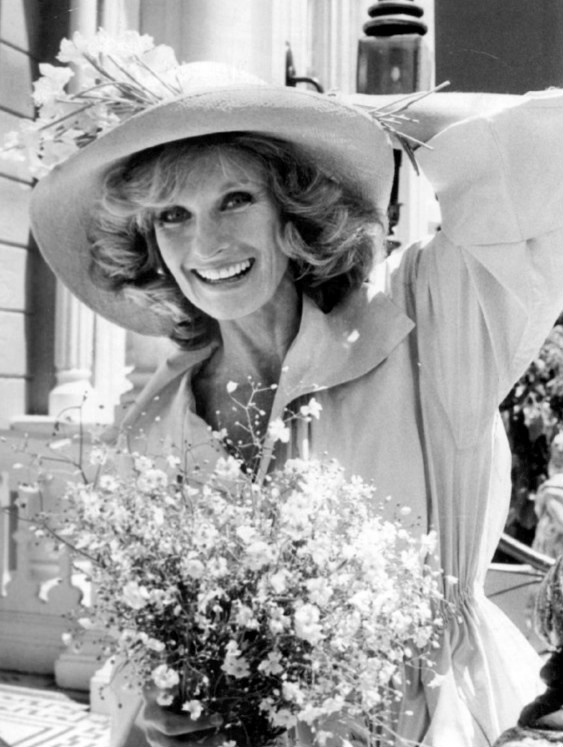
Cloris Leachman, 1974.

Cloris Leachman, född 30 april 1926 i Des Moines, Iowa, död 27 januari 2021 i Encinitas i Kalifornien, var en amerikansk skådespelare.

## Biografi
Leachman studerade drama under ett år vid Northwestern University och deltog sedan i en skönhetstävling, där hon blev tvåa i Miss America-tävlingen 1946. Ett av prisen var en roll i en film som spelades in i New York och hon började sedan framträda på Broadway.
Leachman spelade den kvinnliga huvudrollen som sexig förförerska i Natt utan nåd 1955 och medverkade därefter i en rad filmer men förblev tämligen okänd fram till 1971, då hon fick en Oscar för sin biroll i Peter Bogdanovichs film Den sista föreställningen. Hon utmärkte sig också i roller i Mel Brooks filmer, som exempelvis i Det våras för Frankenstein (1974).
Under 1970-talet spelade hon rollen som Phyllis Lindstrom i tv-serierna The Mary Tyler Moore Show, Rhoda och Phyllis.
Åren 1953–1979 var Cloris Leachman gift med regissören och producenten George Englund. I äktenskapet föddes fem barn.

## Filmografi i urval
- 1955 – Natt utan nåd
- 1955 – Alfred Hitchcock presenterar, avsnitt Premonition (gästroll i TV-serie)
- 1956 – Återkomsten
- 1958 – Alfred Hitchcock presenterar, avsnitt Don't Interrupt (gästroll i TV-serie)
- 1962 – Alfred Hitchcock presenterar, avsnitt Where Beauty Lies (gästroll i TV-serie)
- 1969 – Butch Cassidy och Sundance Kid
- 1970–1977 – The Mary Tyler Moore Show (TV-serie)
- 1971 – Den sista föreställningen
- 1974 – Daisy Miller
- 1974 – Det våras för Frankenstein
- 1975–1977 – Phyllis (TV-serie)
- 1977 – Det våras för galningarna
- 1980 – Herbie vild och galen
- 1981 – Det våras för världshistorien del 1
- 1987 – Hansel and Gretel
- 1989 – Tror du på tomten, Jessie?
- 1991 – Simpsons, avsnitt Three Men and a Comic Book (gäströst i TV-serie)
- 1992–1993 – Vita huset nästa? (TV-serie)
- 1993 – Nyinflyttade i Beverly Hills
- 1993 – Double, Double, Toil and Trouble (TV-film)
- 1996 – Beavis and Butt-head Do America (röst)
- 1999 – Järnjätten (röst)
- 2001–2006 – Malcolm – Ett geni i familjen (TV-serie)
- 2003 – Bad Santa
- 2004 – Spanglish
- 2005 – 2 1/2 män (TV-serie) (Norma i "Madame and Her Special Friend")
- 2006 – Scary Movie 4
- 2006 – Beerfest
- 2009 – New York, I Love You
- 2013 – Croodarna (röst)

## Teater

### Roller
| År   | Roll                       | Produktion                                                           | Regi             | Teater                             |
| ---- | -------------------------- | -------------------------------------------------------------------- | ---------------- | ---------------------------------- |
| 1946 | Addie (Understudy)         | Happy Birthday Anita Loos                                            | Joshua Logan     | Broadhurst Theatre, New York, USA  |
| 1947 | Mary McKinley (Understudy) | John Loves Mary Norman Krasna                                        | Joshua Logan     | Booth Theatre, New York, USA       |
| 1948 | Muriel                     | Sundown Beach Bessie Breuer                                          | Elia Kazan       | Belasco Theatre, New York, USA     |
| 1950 | Celia                      | As You Like It William Shakespeare                                   | Michael Benthall | Cort Theatre, New York, USA        |
| 1950 | Evelyn                     | A Story for a Sunday Evening Paul Crabtree                           | Paul Crabtree    | Playhouse Theatre, New York, USA   |
| 1951 | Honey Wainwright           | Lo and Behold! John Patrick                                          | Burgess Meredith | Booth Theatre, New York, USA       |
| 1952 | Alice                      | Dear Barbarians Lexford Richards                                     | Gant Gaither     | Royale Theatre, New York, USA      |
| 1952 | Anne Decker                | Sunday Breakfast Emery Rubio och Miriam Balf                         | Stella Adler     | Coronet Theatre, New York, USA     |
| 1952 | Ensign Nellie Forbush      | South Pacific Richard Rodgers, Oscar Hammerstein II och Joshua Logan | Joshua Logan     | Majestic Theatre, New York, USA    |
| 1954 | Dunreath Henry             | King of Hearts Jean Kerr och Eleanor Brooke                          | Walter Kerr      | Lyceum Theatre, New York, USA      |
| 1959 | Amy Grenville              | Masquerade Sigmund Miller                                            | Jed Horner       | John Golden Theatre, New York, USA |
| 1959 | Sara Melody                | A Touch of the Poet Eugene O'Neill                                   | Harold Clurman   | Helen Hayes Theatre, New York, USA |